# Sajenek (Augustów)
Sajenek – dawna wieś, obecnie część administracyjna Augustowa w woj. podlaskim.

## Współczesność
Sajenek leży ok. 8 km w linii prostej na wschód od centrum Augustowa, nad wschodnim brzegiem jeziora Sajno oraz wokół jezior Sajenek i Sajenko.
Przez Sajenek przebiega droga wojewódzka nr 664 oraz linia kolejowa nr 40. Częściowo biegną one groblą usypaną na przełomie XIX i XX w. między jeziorami Sajno i Sajenek. Nad torami kolejowymi przerzucony jest wiadukt drogowy. W przeszłości istniał przystanek kolejowy Sajenek, zlokalizowany w kierunku przystanku Balinka na 59 kilometrze linii kolejowej. Do Sajenka kursują z Augustowa, Lipska i Lipszczan autobusy obsługiwane przez PKS Suwałki.
Sajenek otoczony jest lasami Puszczy Augustowskiej. W Sajenku znajdują się w 2 pomniki przyrody – wiązy pospolite. Na północny wschód od Sajenka rozciąga się rezerwat przyrody Stara Ruda.
Zabudowa Sajenka ma charakter rekreacyjny. Dużą część budynków stanowią sezonowe i całoroczne domy letniskowe. Ulice położone w Sajenku to: Deszczowa, Jutrzenki, Gwiezdna, Mgielna, Pogodna, Sajenek.
W pobliżu Sajenka znajdują się 2 cmentarze z czasów I wojny światowej, na których spoczywa po kilkudziesięciu żołnierzy niemieckich i rosyjskich (Studzieniczna, Sajenek).
Szlaki turystyczne przebiegające przez Sajenek:
- szlak rowerowy „Na Kozi Rynek”[7]
- żółty szlak pieszy „Znad Jeziora Sajno”[8]

## Historia
Od XV w. przez teren dzisiejszego Sajenka wiódł trakt z Grodna od Prus. Od XVII w. istniała karczma i ruda Sajenek. Do III rozbioru Polski Sajenek znajdował się w granicach Wielkiego Księstwa Litewskiego w woj. trockim. Sajenek do 1795 należał do parafii w Augustowie, następnie został przyłączony do parafii w Szczebrze, zaś w 1873 do parafii w Studzienicznej.
W 1731 Sajenku istniały 3 zamieszkane domy. W 1827 w znajdowało się 7 gospodarstw zamieszkanych przez 36 osób. W 1921 Sajenek zamieszkiwało 57 osób w 10 budynkach. W 1973 wieś została przyłączona do Augustowa.

## Odniesienia w popkulturze
Miejscowość jest miejscem akcji książki Zaginięcie autorstwa Remigiusza Mroza oraz serialu Chyłka – Zaginięcie wyprodukowanego przez TVN w reżyserii Łukasza Palkowskiego.